# Erwin Feuchtmann
Erwin Jan Feuchtmann Pérez (Punta Arenas, 2 de mayo de 1990) es un jugador profesional de balonmano que juega en el Fenix Toulouse HB como lateral izquierdo. Es internacional con la selección de balonmano de Chile.
Es el menor de los hermanos Feuchtmann Pérez, todos jugadores profesionales de balonmano.

## Palmarés internacional
| Juegos Panamericanos                      | Juegos Panamericanos | Juegos Panamericanos | Juegos Panamericanos |
| Año                                       | Lugar                | Medalla              |                      |
| ----------------------------------------- | -------------------- | -------------------- | -------------------- |
| 2011                                      | Guadalajara          | Medalla de bronce    |                      |
| 2019                                      | Lima                 | Medalla de plata     |                      |
| 2023                                      | Santiago             | Medalla de bronce    |                      |
| Campeonato Panamericano                   |                      |                      |                      |
| Año                                       | Lugar                | Medalla              |                      |
| 2012                                      | Argentina            | Medalla de bronce    |                      |
| 2016                                      | Argentina            | Medalla de plata     |                      |
| 2018                                      | Groenlandia          | Medalla de bronce    |                      |
| Campeonato Sudamericano y Centroamericano |                      |                      |                      |
| Año                                       | Lugar                | Medalla              |                      |
| 2022                                      | Brasil               | Medalla de bronce    |                      |
| 2024                                      | Buenos Aires         | Medalla de bronce    |                      |
| Juegos Suramericanos                      |                      |                      |                      |
| Año                                       | Lugar                | Medalla              |                      |
| 2018                                      | Cochabamba           | Medalla de bronce    |                      |
| 2022                                      | Asunción             | Medalla de plata     |                      |

## Equipos
| Club                     | País     | Año              |
| ------------------------ | -------- | ---------------- |
| Artepref Villa de Aranda | España   | 2010-2011        |
| HC Aschersleben          | Alemania | 2011-2013        |
| HC Odorheiu Secuiesc     | Rumania  | 2013-2014        |
| Beşiktaş JK              | Turquía  | 2014-2015        |
| TBV Lemgo                | Alemania | 2015-2016        |
| SG Handball West Wien    | Austria  | 2016-2017        |
| VfL Gummersbach          | Alemania | 2017-2018        |
| Istres OPH               | Francia  | 2018-2019        |
| Ademar León              | España   | 2019-2021        |
| Fenix Toulouse HB        | Francia  | 2021-Actualidad. |

## Reconocimientos individuales
- MVP All Star game Liga Austriaca de balonmano 2017
- Goleador Juegos Panamaricanos Lima 2019
- Goleador Campeonato Sudamericano y Centroamericano 2022
- Nominado MVP de la Liga Francesa de balonmano 2022
- Mejor Lateral Izquierdo Campeonato Sudamericano y Centroamericano de Balonmano Masculino 2024